# Andrej Zbašnik
Andrej Zbašnik, slovenski policist, pravnik in veteran vojne za Slovenijo, * 
Zbašnik je trenutno pomočnik direktorja PU Novo mesto